# Garnotia depressa
Garnotia depressa là một loài thực vật có hoa trong họ Hòa thảo. Loài này được J.W.Moore mô tả khoa học đầu tiên năm 1933.